# Claus Christiansen
Claus Christiansen (* 19. říjen 1967, Aarhus) je bývalý dánský fotbalista. Nastupoval především na postu záložníka.
S dánskou reprezentací vyhrál Mistrovství Evropy 1992, na šampionátu nastoupil ke dvěma utkáním. V národním týmu odehrál 5 zápasů.
S Lyngby Kodaň se stal mistrem Dánska (1991/92) a získal jeden dánský pohár (1990). V Lyngby strávil celou kariéru.